# Бадминтон на Маккабиаде 2022
Соревнования по Бадминтону на Маккабиаде 2022 прошли с 17 июля по 19 июля 2022 года в спортивном зале школы сети «Дарка» в городе Далият-эль-Кармель.
Участвовало 45 спортсменов и спортсменок из 5-и стран:  (1),  (7),  (31),  (4),  (2).

### Медали (Общий зачёт)
- Соревнования за 3-е место не проводились и бронзовые медали вручались спортсменам выбывших в полуфинале.
  - В таблице учитываются случаи, когда в парном разряде играют в одной паре спортсмены из разных стран. Медали добавляются в статистику Смешанной команды.

| Общее количество медалей | Общее количество медалей | Общее количество медалей | Общее количество медалей | Общее количество медалей | Общее количество медалей |
| Место                    | Страна                   | Золото                   | Серебро                  | Бронза                   | Всего                    |
| ------------------------ | ------------------------ | ------------------------ | ------------------------ | ------------------------ | ------------------------ |
| 1                        | Флаг Израиля             | 5                        | 5                        | 5.5                      | 15.5                     |
| 2                        | Флаг Литвы               | 0                        | 0                        | 3.5                      | 3.5                      |
| 3                        | Флаг Германии            | 0                        | 0                        | 0.5                      | 0.5                      |
| 4                        | Флаг Бразилии            | 0                        | 0                        | 0.5                      | 0.5                      |
| Всего                    | Всего                    | 5                        | 5                        | 10                       | 20                       |

### Мужчины
В личном первенстве участвовало 18 спортсменов, которые на первом этапе были разделены на 6 групп.
В парных соревнованиях участвовало 20 спортсменов (10 пар).
| Дисциплина          | Золото                                    | Серебро                                 | Бронза                                   | Бронза                                      |
| Личное первенство   | Израиль Май Бар Нецер                     | Израиль Идан Шнайдман                   | Литва Алан Плавин                        | Израиль Ариэль Шаинский                     |
| Парные соревнования | Израиль · Май Бар Нецер · Максим Гринблат | Израиль · Александр Басс · Лиор Кройтор | Литва · Марк Шамес · Даниэль Тараховский | Литва Алан Плавин · Израиль Мааян Мугильнер |

### Женщины
В личном первенстве участвовало 16 спортсменок, которые на первом этапе были разбиты на 4 группы.
В парных соревнованиях участвовало 18 спортсменок (9 пар).
| Дисциплина          | Золото                                          | Серебро                                | Бронза                                           | Бронза                                        |
| Личное первенство   | Израиль Нели Нейман                             | Израиль Ксения Поликарпова             | Израиль Алина Бергельсон                         | Израиль Анна Кирилова                         |
| Парные соревнования | Израиль · Алина Бергельсон · Ксения Поликарпова | Израиль · Маргарет Лурье · Юваль Пугач | Литва Виталия Москович · Германия Эмили Мостовой | Израиль Зоар Аояль · Бразилия Аманда Фельдман |

### Смешанные пары
В соревнованиях смешанных пар участвовало 26 спортсменов.
| Дисциплина     | Золото                                  | Серебро                                   | Бронза                             | Бронза                                    |
| Смешанные пары | Израиль · Юваль Пугач · Ариэль Шаинский | Израиль · Анна Кирилова · Максим Гринблат | Израиль · Нели Нейман · Галь Хирам | Израиль Маргарет Лурье · Литва Марк Шамес |